# Kuchenkrieg
Der Kuchenkrieg (spanisch Guerra de los pasteles) war 1838/1839 eine militärische Auseinandersetzung zwischen Mexiko und Frankreich.

## Geschichte
Die Zeit zwischen der Gründung der mexikanischen Republik 1824 und dem Mexikanisch-Amerikanischen Krieg (1846–1848) war unruhig. Es gab viele Plünderungen, und die Geplünderten konnten kaum auf Entschädigung durch die mexikanische Republik hoffen. Deshalb wandten sich ausländische Bewohner Mexikos oft an die Regierungen ihrer Heimatstaaten und forderten Entschädigung für erlittenes Unrecht.

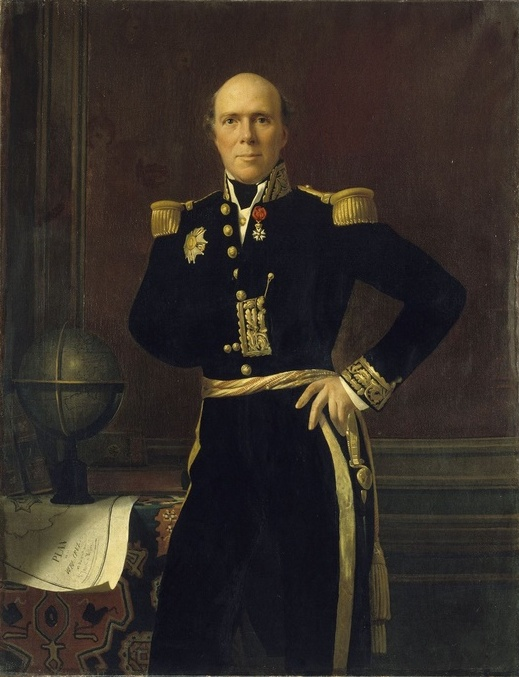
Charles Baudin

So gab es in Tacubaya, einem Vorort von Mexiko-Stadt, auch einen französischen Bäcker, Monsieur Remontel. Seine Bäckerei war 1832 von plündernden mexikanischen Offizieren verwüstet worden, und er wandte sich an den französischen König Louis-Philippe um Hilfe; er wollte 600.000 Pesos Entschädigung für seine zerstörte Bäckerei. Frankreich verlangte daraufhin von Mexiko 600.000 Pesos. (Zum Vergleich: Ein mexikanischer Arbeiter verdiente damals etwa einen Peso am Tag.) Der französische Botschafter Baron Antoine Louis Deffaudis (1786–1869) setzte Mexiko ein Ultimatum. Als der mexikanische Präsident Anastasio Bustamante nicht zahlte, schickte Louis-Philippe eine Flotte unter Konteradmiral Charles Baudin nach Mexiko, um alle mexikanischen Häfen im Golf von Mexiko zu blockieren, die Festung San Juan de Ulúa zu beschießen (27. November 1838) und den Hafen von Veracruz zu besetzen. Mexiko erklärte daraufhin Frankreich am 30. November 1838 den Krieg. Im Dezember 1838 wurde von den Franzosen in Veracruz die gesamte mexikanische Marine festgesetzt. Die Blockade währte acht Monate.
Dies war der erste transatlantische Einsatz von Dampfschiffen, da die Raddampfer Phaeton und Metéore zu Baudins Flotte gehörten.

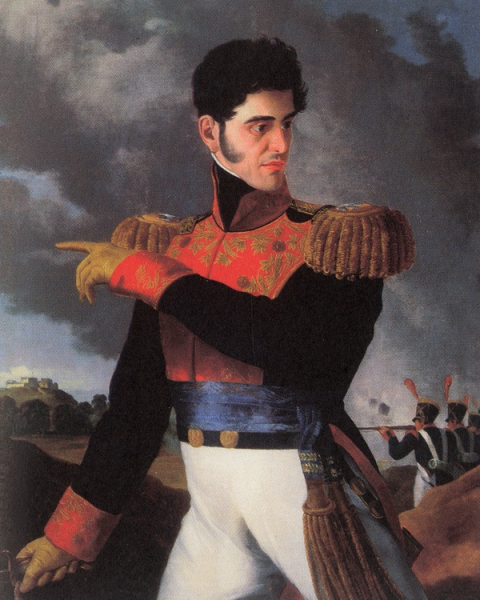
Antonio López de Santa Anna

Der abgesetzte Präsident General Antonio López de Santa Anna, der sich nach dem Texanischen Unabhängigkeitskrieg auf seine Hacienda bei Xalapa zurückgezogen hatte, ließ sich den Auftrag erteilen, die französischen Truppen zu bekämpfen. Er führte die mexikanischen Truppen gegen die französischen und gewann auch ein Scharmützel gegen die Nachhut der sich zurückziehenden Franzosen, was er als großartigen Erfolg darstellte. Dabei wurde er am Unterschenkel verletzt, und dieser musste amputiert werden. Er leistete sich die Skurrilität, für sein amputiertes Bein ein Grabmal zu errichten und es mit allen militärischen Ehren bestatten zu lassen. Von da an hielt er bei öffentlichen Auftritten zu Pferde stets sein hölzernes Bein über den Kopf als Symbol seiner Opferbereitschaft für Mexiko. Bereits 1841 sollte er in das Präsidentenamt zurückkehren.
Am 9. März 1839 zogen sich die französischen Truppen zurück, nachdem unter britischer diplomatischer Vermittlung Präsident Bustamante den Franzosen die Zahlung der 600.000 Pesos doch noch zugesagt hatte. Die Entschädigung wurde nie gezahlt, aber Frankreich erhielt Zusagen über wirtschaftliche Beziehungen zu Mexiko.